# Olympiska maskotar
Olympiska maskotar är maskotar som används sedan 1968 vid olympiska spel. Den första maskoten var en jaguar vid spelen i Mexico City 1968. 
Waldi som var maskot vid spelen i München 1972 togs fram av Otl Aicher och var den första officiella maskoten. Waldi återfanns på en rad produkter: klistermärken, affischer, knappar och som gosedjur i plysch. Waldi ska som tax symbolisera attribut som motståndskraft, uthållighet och rörlighet. Färgerna kommer från spelens företagsdesign som Aicher ansvarade för.
Misja vid OS 1980 var den första maskoten till ett sportevenemang att nå stora kommersiella framgångar som handelsvara. Den stora Misja-dockan användes kraftigt under invignings- och avslutningsceremonin. Björnen hade också ett eget tecknat TV-program och dök upp på flera produkter. Nu för tiden[när?] är detta betydligt mer vanligt, inte bara vid olympiska spelen utan även vid andra stora mästerskap.

## Lista över maskotar
Nedan är en lista över namnen på de maskotar som förekommit:

### Sommarspel
- Mexiko 1968 − en namnlös jaguar
- München 1972 − Waldi, tax
- Montréal 1976 − Amik, bäver
- Moskva 1980 − Misja, brunbjörn
- Los Angeles 1984 − Sam, vithövdad havsörn
- Seoul 1988 − Hodori, sibirisk tiger
- Barcelona 1992 − Cobi, katalansk vallhund
- Atlanta 1996 − Izzy, utomjording
- Sydney 2000 − Olly, Syd, Millie, kokaburra, näbbdjur, myrpiggsvin
- Aten 2004 − Athena & Phevos, broder och syster
- Peking 2008 − Fem barn, kallade Fuwa: BeiBei - en fisk, JingJing - en panda, HuanHuan - den olympiska elden, YingYing - en antilop och NiNi - en svala.
- London 2012 − Wenlock och Mandeville, ståldroppar
- Rio de Janeiro 2016 − Vinicius, kombination av katt, apa och fågel
- Tokyo 2020 − Miraitowa, robot

### Vinterspel
- Lake Placid 1980 − Roni
- Sarajevo 1984 − Vuchko
- Calgary 1988 − Hidy & Howddy
- Albertville 1992 − Magique
- Lillehammer 1994 − Kristin & Hakon
- Nagano 1998 − Snowlets
- Salt Lake City 2002 − Powder, Copper, Coal
- Turin 2006 − Neve, Gliz
- Vancouver 2010 − Sumi, Quatchi & Miga
- Sotji 2014 − Belyj Misjka, Leopard, och Zajka
- Pyeongchang 2018 − Soohorang
- Peking 2022 − Bing Dwen Dwen